# Hakim Bouchouari
Hakim Bouchouari (25 december 1978) is een Belgisch voetballer van Marokkaanse afkomst.

## Biografie
Bouchouari ruilde KFC Zwarte Leeuw in 1999 voor KFC Verbroedering Geel, dat in het seizoen 1999/00 in Eerste klasse speelde. Na enkele passages bij lageredivisieclubs (waaronder eersteprovincialer KFC Rapide Wezemaal) belandde hij in 2005 bij KSC Lokeren Oost-Vlaanderen, dat toen een samenwerkingsakkoord had met FCN Sint-Niklaas. Door zijn goede prestaties bij Lokeren dwong hij een contract af bij Standard Luik, maar daar kwam hij weinig aan spelen toe onder meer door de sterke concurrentie van Milan Jovanovic en Igor De Camargo. Voor de terugronde werd hij uitgeleend aan FC Brussels. Hij scoorde hier drie keer.
In het seizoen 2007/08 speelde hij voor tweedeklasser Verbroedering Geel en in het seizoen 2008/09 ging hij voor Antwerp FC spelen. Daar kwam hij door blessures maar aan twee wedstrijden toe, waarin hij eenmaal scoorde. Tijdens de winterstop kwam hij met het clubbestuur tot een akkoord zijn contract bij Antwerp te ontbinden.

## Carrière
- 1995-1996: Boom FC
- 1996-1997: FC Duffel
- 1997-1999: KFC Zwarte Leeuw
- 1999-2000: KFC Verbroedering Geel
- 2000-2001: Racing Mechelen
- 2001-2002: KSK Hoboken
- 2002-2003: KFC Rapide Wezemaal
- 2003-2004: KVK Tienen
- 2004-2005: FCN Sint-Niklaas
- 2005-2006: KSC Lokeren
- 2006-01/2007: Standard Luik
- 01/2007-2007: FC Brussels
- 2007-01/2008: Verbroedering Geel
- 01/2008-2008: FCN Sint-Niklaas
- 08/2008-12/2008: Antwerp FC
- 2009-2012: SK Rapid Leest
- 2012-2013: KFC Schoten SK

## Privé
- Bouchouari is de oom van Mohamed en Benjamin Bouchouari.[2][3]